# Přestavlky (zámek, okres Přerov)
Zámek Přestavlky je zámek v obci Přestavlky v okrese Přerov z druhé poloviny 18. století. Postaven byl na místě bývalé renesanční tvrze.

## Historie
Původní renesanční tvrz, která stála na místě dnešního zámku, byla pravděpodobně zničena během třicetileté války. 
Tehdy ves Přestavlky vlastnil rod pánů Říkovských z Dobrčic. Poslední mužský člen přestavlcké větve rodu zemřel v roce 1653 a od té doby začaly Přestavlky často měnit své majitele. Roku 1683 odkoupil Přestavlky od Sidonie Kateřiny ze Scherfenberka hrabě František z Magni. Po roce 1760 (dle některých zdrojů už po roce 1730) nechal jeho potomek, hrabě Antonín Magnis, na místě bývalé tvrze vystavět nový, jednopatrový barokní zámek. Magnisové také v zámku vybudovali kapli Nanebevzetí Panny Marie. 
V roce 1837 prodali Magnisové přestavlcký zámek hraběti Vincenci Vetterovi z Lilie. Roku 1863 zámek zakoupil olomoucký arcibiskup Bedřich Egon lantkrabě z Fürstenberka. Fürstenberk v zámku zřídil klášter voršilek, který sloužil až do roku 1950, kdy byl znárodněn. V letech 1948–1950 bylo v zámku salesiánské vyšší gymnázium. V zámku bylo poté umístěno skladiště zdravotnického materiálu. 
V současné době je zámek v rukách soukromého majitele a je nabízen k prodeji. Před jižním průčelím zámku se nacházejí torza barokních soch sv. Jana Nepomuckého a sv. Vincence. V přilehlém zámeckém parku je lurdská jeskyně.

## Galerie

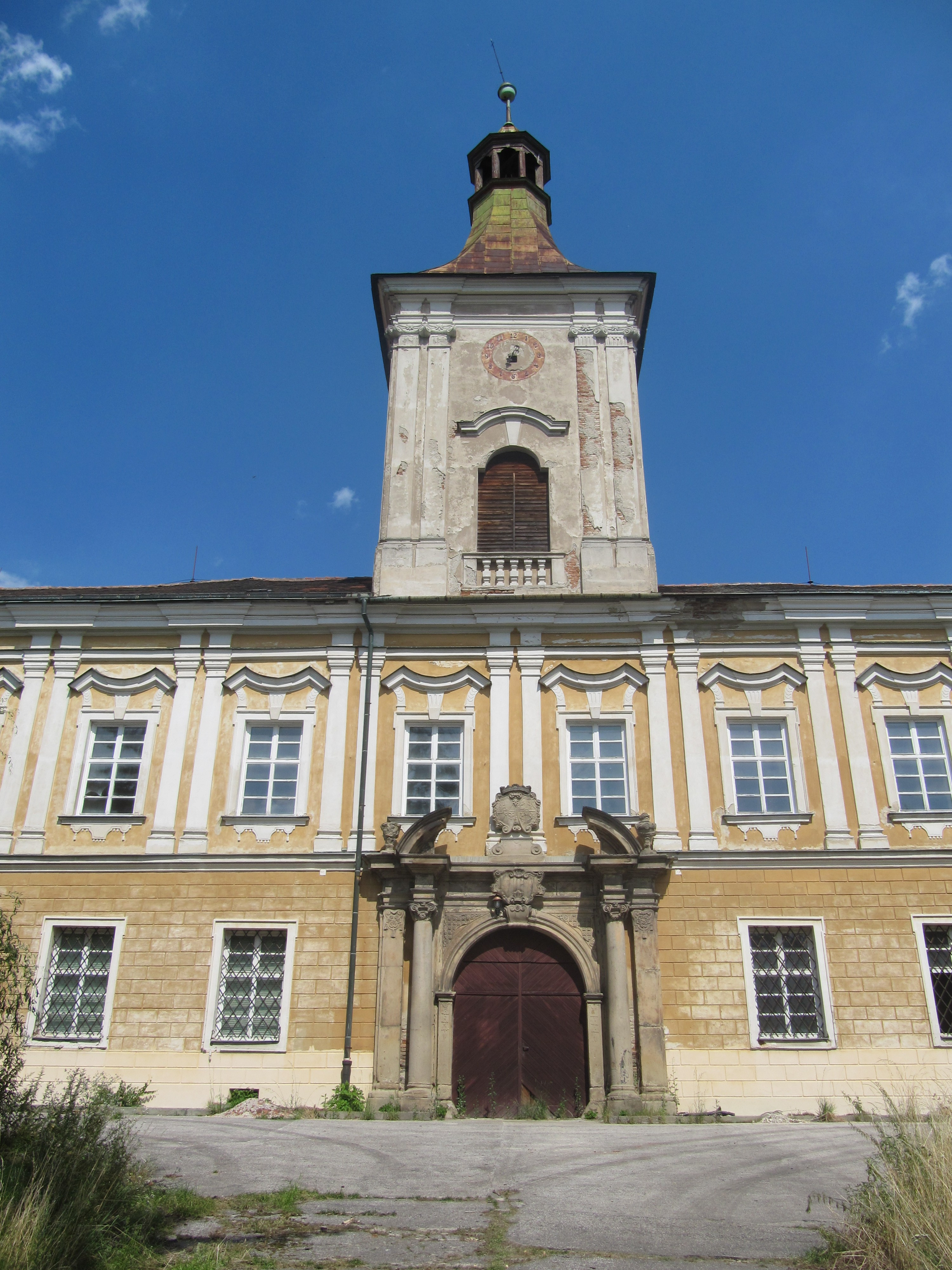
Hlavní portál s věží (stav: 2013)
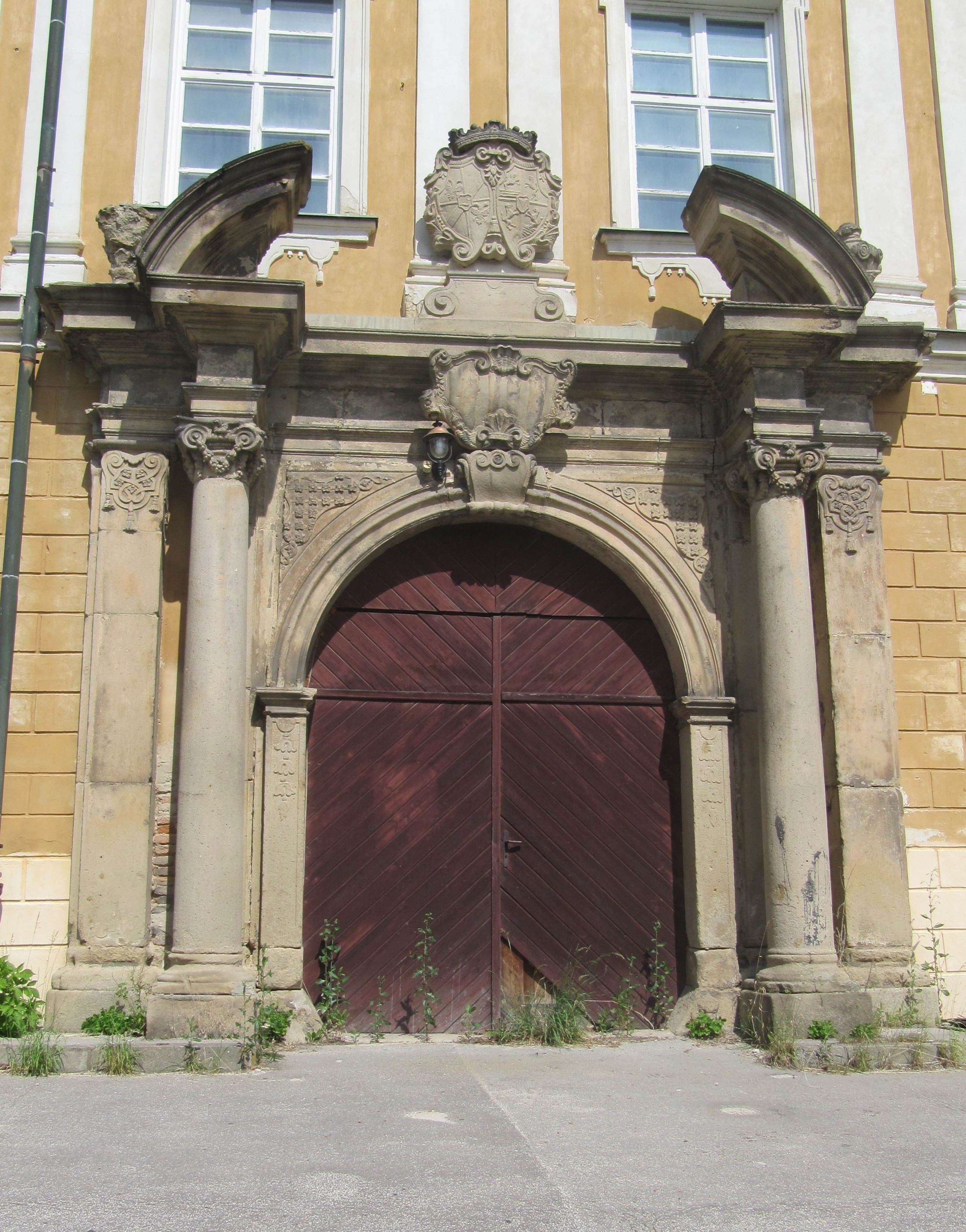
Hlavní portál (stav: 2013)
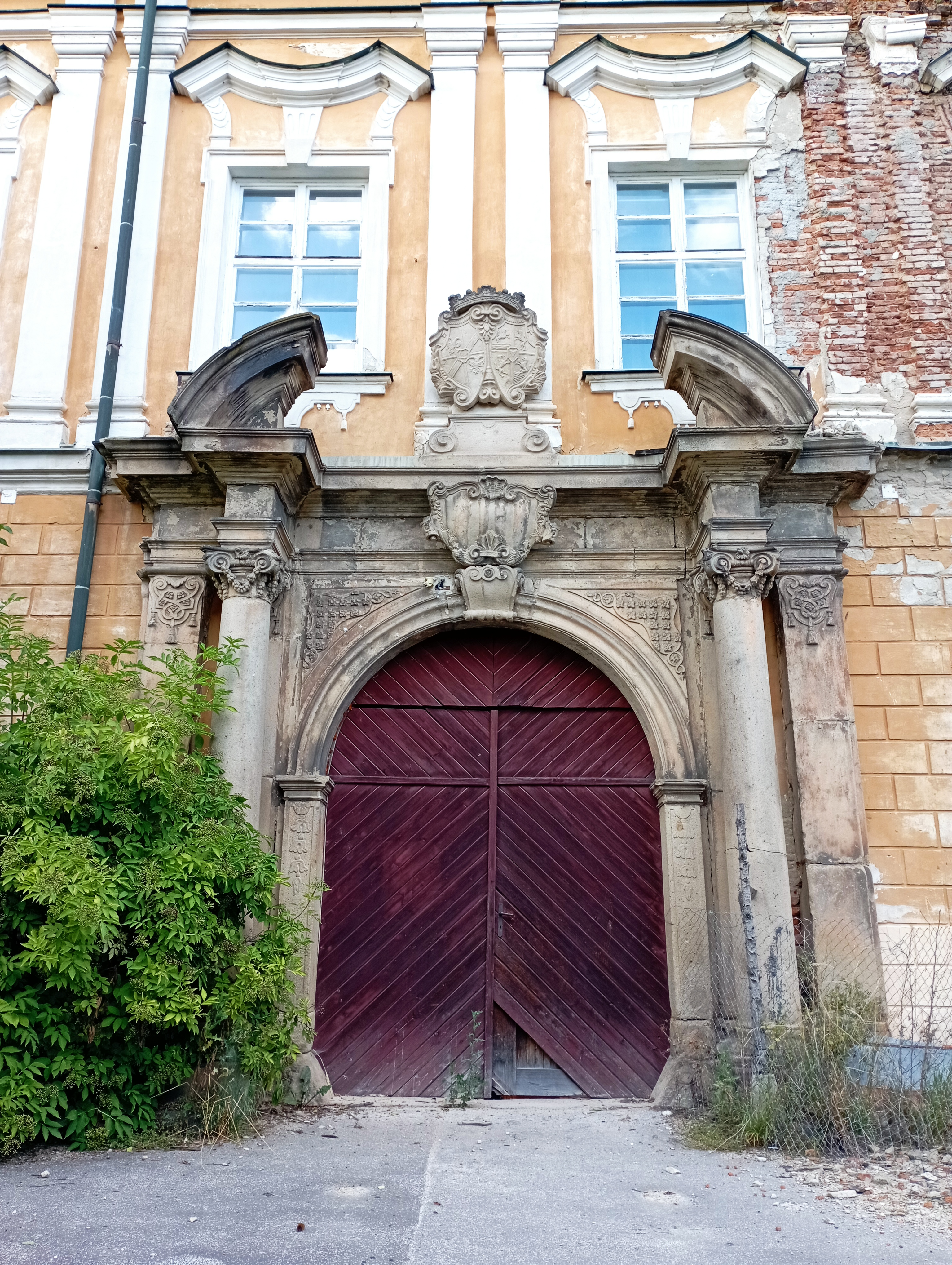
Hlavní portál (stav: 2022)
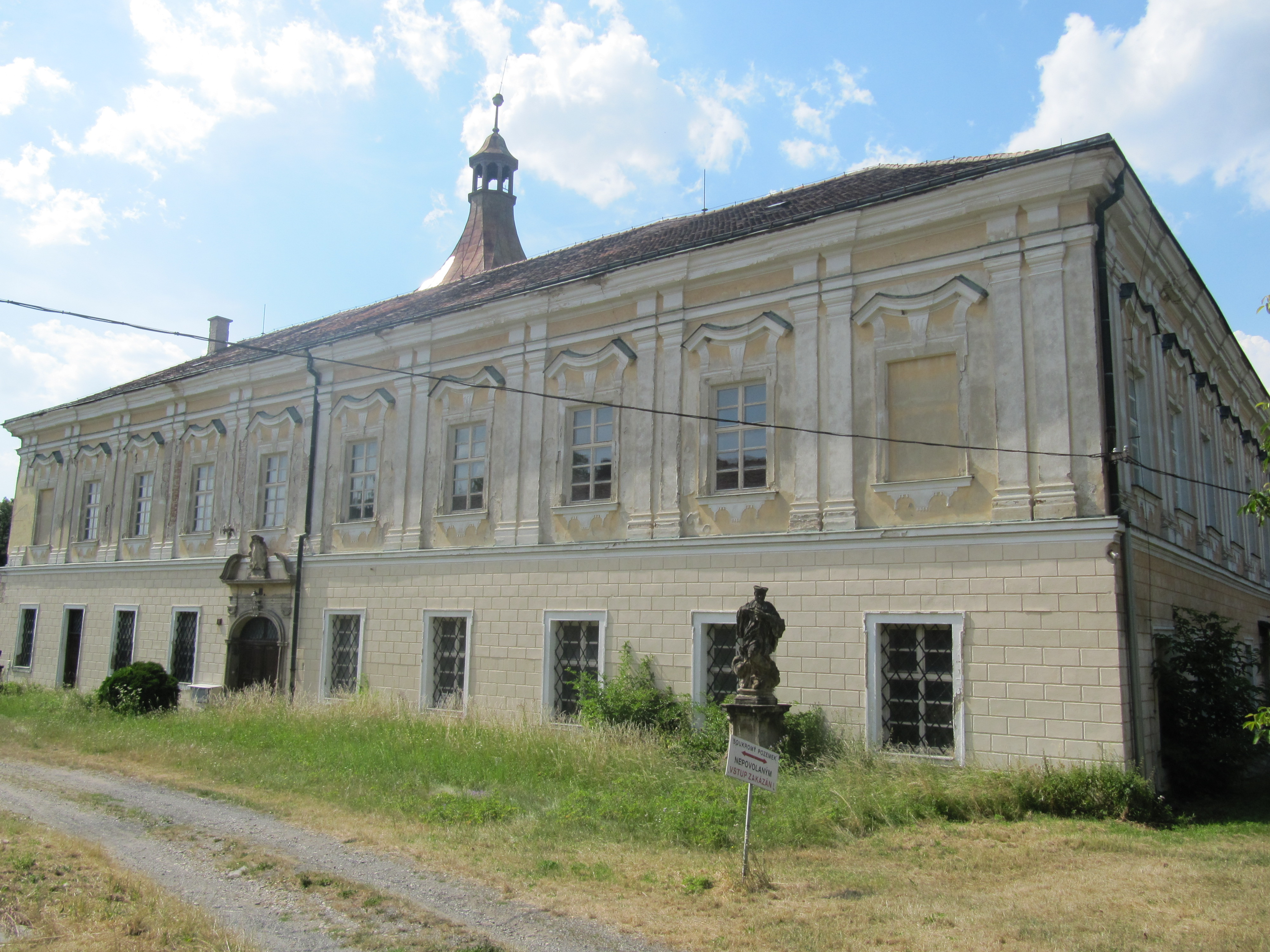
Jižní průčelí
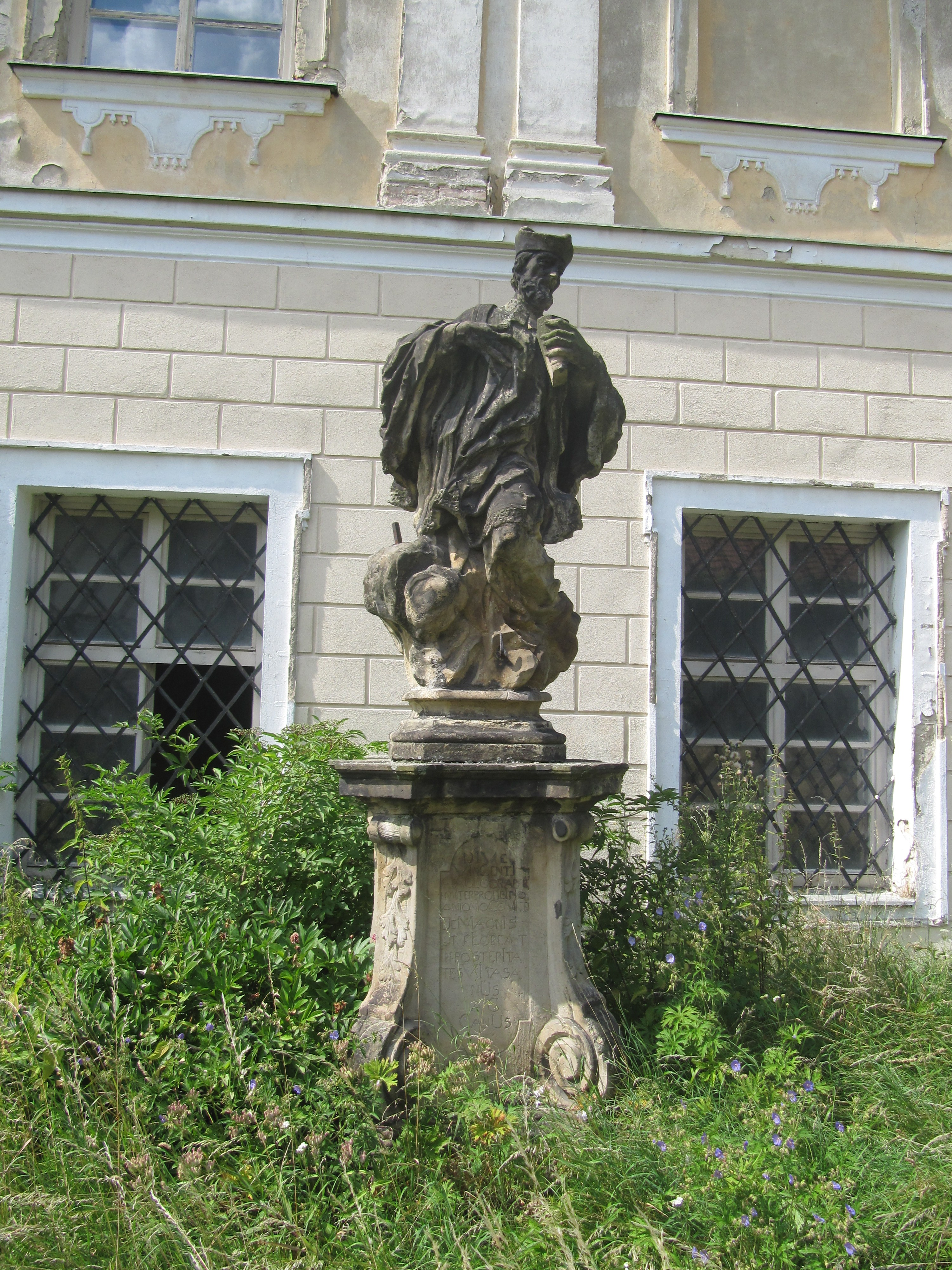
Socha sv. Jana Nepomuckého